# Eisenbahnbrücke Steyregg
Die Eisenbahnbrücke Steyregg ist eine Eisenbahnbrücke der Summerauer Bahn, die zwischen Linz und Steyregg die Donau überquert. Sie steht wenige Meter neben der Steyregger Brücke, einer Straßenbrücke im Zuge der Donau Straße B3.

## Vorgeschichte
Um den traditionellen Transport von Salz aus dem Salzkammergut nach Böhmen zu erleichtern, hatte die k.k. privilegierte Erste Eisenbahn-Gesellschaft mit der neuen Pferdeeisenbahn 1832 den Betrieb auf der Strecke Linz–Budweis aufgenommen und zwischen 1834 und 1836 nach Gmunden erweitert. Dazu wurden 1835 Gleise über die hölzerne Donaubrücke in Linz gelegt.
1857 musste die k.k. privilegierte Kaiserin-Elisabeth-Bahn (KEB) aufgrund einer Bestimmung in ihrer Konzession für die Strecke Wien–Linz–Salzburg auch die Strecken der Pferdeeisenbahn übernehmen. Sie war außerdem verpflichtet, die Pferdebahn Linz–Budweis bis spätestens 1874 auf eine moderne, d. h. normalspurige Lokomotiv-Bahn umzurüsten. Die KEB eröffnete 1860 die Strecke Wien–Linz–Salzburg. 1866 wurde sie verpflichtet, auch die von der Kaiser Franz Josephs-Bahn als Teil der Nord-Süd-Verbindung beabsichtigte Verbindung St. Valentin–Budweis herzustellen. Die KEB entschloss sich darauf, die beiden Strecken nach Budweis neu zu trassieren und bei Gaisbach–Wartberg zusammenzuführen. Die Strecke St. Valentin–Gaisbach/Wartberg–Budweis mit einer zweigleisigen Donaubrücke bei Mauthausen wurde 1872 fertiggestellt. Der Streckenast von Linz nach Gaisbach/Wartberg mit einer eingleisigen Donaubrücke bei Steyregg wurde am 20. Dezember 1873 eröffnet.

## Eisenbahnbrücke Steyregg (1873)
Die in den Jahren 1870 bis 1873 von der Bau-Unternehmung Gebrüder Klein, A. Schmoll & E. Gaertner errichtete Brücke war die erste reine Eisenbahnbrücke im Linzer Raum. Ihre steinernen Pfeiler wurden mit Caissons im Flussbett gegründet, eine Technik, die Ernst Gaertner in Frankreich kennengelernt und in Österreich erstmals bei den Donaubrücken in Mauthausen, Steyregg und bei der 1877 eröffneten Kaiser-Ferdinand-Nordbahnbrücke in Wien anwandte. Die 451 m lange Brücke hatte 5 Stromöffnungen mit schmiedeeisernen, 78,3 m langen Gitterträgern und 2 Flutöffnungen mit 23,7 m langen Balkenträgern.

## Eisenbahnbrücke Steyregg (1925)
Nach rund 50 Jahren war die Brücke dem Verkehr, insbesondere den erheblich schwerer gewordenen Lokomotiven, nicht mehr gewachsen. Die Pfeiler konnten beibehalten werden, aber der Überbau wurde in den Jahren 1924 und 1925 durch eine stählerne Fachwerkträgerbrücke ersetzt. Sie hat 5 Halbparabelträger und 2 Balkenträger.
Als das Kraftwerk Abwinden-Asten in den Jahren 1976 bis 1979 gebaut wurde, musste die Brücke um 2,25 m angehoben und die Pfeiler entsprechend aufbetoniert werden.
Seit dem 11. Dezember 2016 verkehrt die Linie S 3 der S-Bahn Oberösterreich auf der Summerauerbahn bis Pregarten. Mittelfristig soll dieser Trassenabschnitt zweigleisig ausgebaut werden. Wie dann mit der Eisenbahnbrücke Steyregg verfahren wird, ist derzeit (Stand Dezember 2020) noch unklar.